# Olivbraune Zünslereule
Die Olivbraune Zünslereule (Herminia tarsipennalis), auch Laubgehölz-Spannereule, ist ein Schmetterling (Nachtfalter) aus der Familie der Eulenfalter (Erebidae).

## Ähnliche Arten
- Braungestreifte Spannereule (Herminia tarsicrinalis)
- Palpen-Spannereule (Polypogon tentacularia)

## Lebensweise

### Flug- und Raupenzeiten
Die Olivbraune Zünslereule bildet zwei Generationen im Jahr, die von Ende Mai bis Anfang August und von Mitte August bis Ende September fliegen. Die Raupen sind ab Juli und im darauffolgenden Jahr Anfang Mai anzutreffen.